# Karl Martin Sinijärv

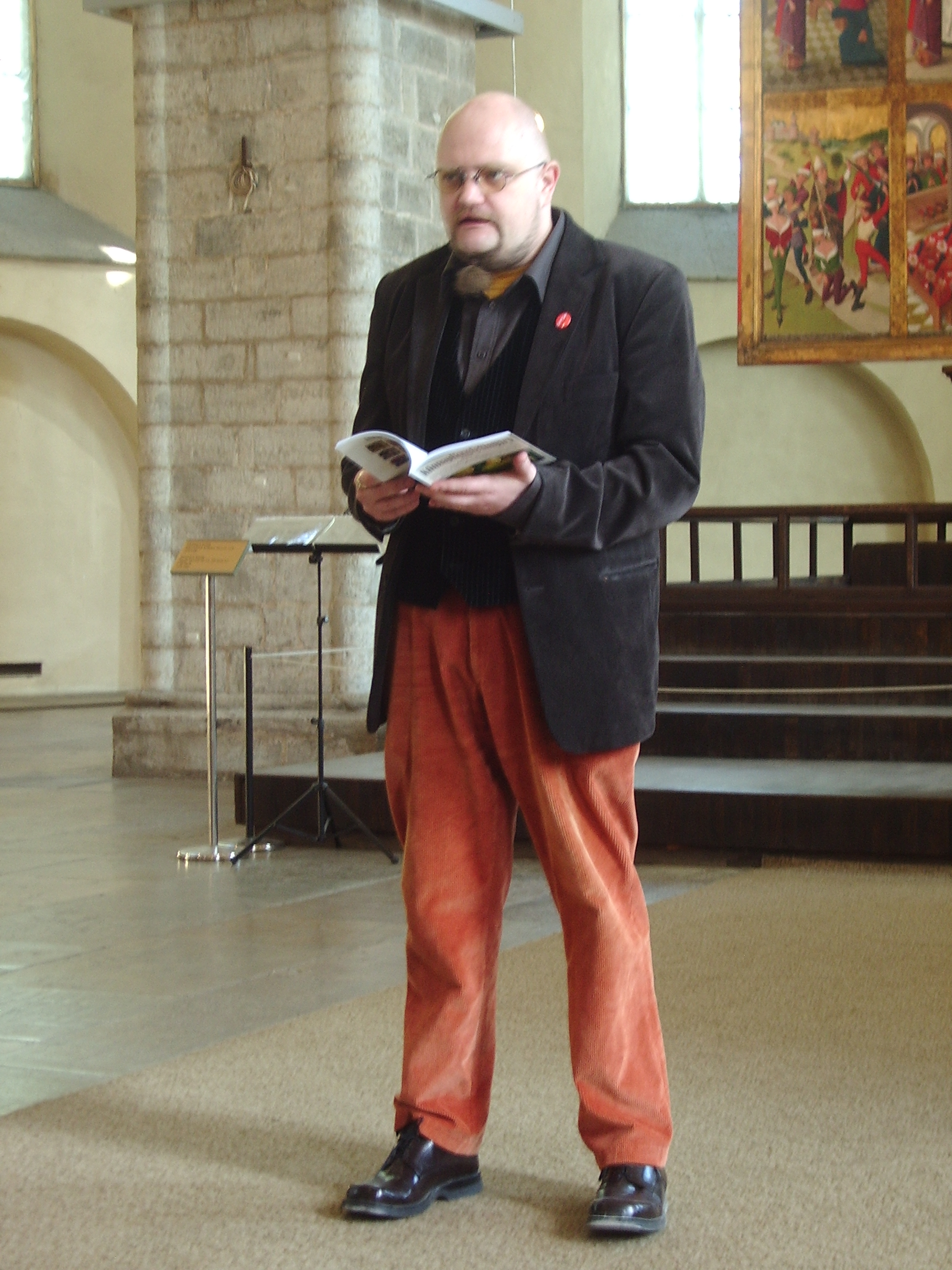
Karl Martin Sinijärv (2009)

Karl Martin Sinijärv (* 4. Juni 1971 in Tallinn) ist ein estnischer Dichter und Schriftsteller.

## Leben und Werk
Nach dem Abitur in Tallinn studierte er von 1988 bis 1991 estnische Philologie an der Universität Tartu. Er war Redakteur zahlreicher estnischer Zeitungen und Kulturzeitschriften.
Karl Martin Sinijärv veröffentlichte im Alter von siebzehn Jahren seine erste Gedichtsammlung Kolmring („Dreiring“). Er galt bereits damals als Wunderkind der neuen estnischen Literaturszene. Er bezeichnet sich selbst als Ethnofuturisten. In seinen Werken will er archaischen Inhalt mit neuer Form verbinden. 2002 erhielt er den Lyrikpreis der staatlichen Stiftung Eesti Kultuurkapital.
Von 2007 bis 2016 war Karl Martin Sinijärv Vorsitzender des Estnischen Schriftstellerverbands (EKL).

## Gedichtsammlungen
- Kolmring, 1989
- Vari ja viisnurk, 1991
- Sürway, 1992
- Neli sada keelt, 1997
- Towntown & 28: viies rühm poeese, 1999
- Sobimus, 1999
- (gemeinsam mit Asko Künnap + Jürgen Rooste): Neid vigu me ei korda, 2000
- Poissmehe kokaraamat, 2000
- (gemeinsam mit Asko Künnap, Jürgen Rooste, Triin Soomets, Elo Viiding) Kaardipakk, 2001
- Artutart & 39, 2002
- Vabana sündinud, 2003
- (gemeinsam mit Jüri Pino) Sigalahe suvi, 2004
- (gemeinsam mit Asko Künnap, Jürgen Rooste, Triin Soomets, Elo Viiding) Kaardipakk kaks, 2006
- (gemeinsam mit Asko Künnap und Jürgen Rooste) KünnapRoosteSinijärv: 2008...9, 2008
- (gemeinsam mit Asko Künnap und Jürgen Rooste) Eesti haiku, 2010
- Krümitor 0671, 2011
- Sureliku muuga. Üdiklubilaule ja muid poeese, 2012
- KMSX: kuidas öelda, 2016
- (gemeinsam mit Asko Künnap und Jürgen Rooste): Kuradiratas, 2018

## Übersetzungen ins Deutsche
- Ein gemächlicher Selbstmord? Übersetzt von Irja Grönholm. In: Thomas Wohlfahrt, Christiane Lange (Hrsg.): Europaexpress. Ein literarisches Handbuch. Eichborn, Frankfurt am Main 2001, S. 401–403.
- Towntown. sich bedrängen. Übersetzt von Irja Grönholm. In: Lichtungen. 2003, S. 121–123.